# Monteverde
Monteverde är en ort och kommun i provinsen Avellino i regionen Kampanien i Italien. Kommunen hade 771 invånare (2017).